# Tmesorrhina pectoralis
Tmesorrhina pectoralis är en skalbaggsart som beskrevs av Moser 1905. Tmesorrhina pectoralis ingår i släktet Tmesorrhina och familjen Cetoniidae. Inga underarter finns listade i Catalogue of Life.